# Ельша (озеро)
Ельша (Ельшанское) — ледниковое термокарстовое озеро на севере Смоленской области России в Демидовском районе. Площадь поверхности озера — 0,95 км². Площадь водосборного бассейна — 720 км².
Находится на реке Ельша, представляет собой впадину в её русле. Лежит на высоте 164 метра над уровнем моря. Во время паводка наблюдается подъём уровня воды на 3-4 метра. Лёд сходит в конце марта — начале апреля, иногда — в конце февраля.
Входит в состав национального парка Смоленское поозерье. Памятник природы.

## Фауна
На озере обитают такие редкие виды птиц, как лысуха, большой улит, дупель, скопа, фифи. Из ихтиофауны отмечены щука, плотва, лещ, окунь, красноперка, золотой карась, густера, язь.